# Jolo (Sulu)

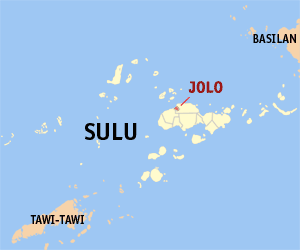
Jolos läge i provinsen Sulu.

Jolo är en kommun i Filippinerna. Den är belägen på Joloön och är administrativ huvudort för provinsen Sulu i regionen Muslimska Mindanao och har 87 998 invånare (folkräkning 1 maj 2000).
Jolo räknas officiellt inte som stad utan är en kommun. Kommunen är indelad i 8 smådistrikt, barangayer, varav samtliga är klassificerade som tätortsdistrikt.